# Egon von den Brincken
Franz Egon Freiherr von den Brincken (* 5. Januar 1835 in Braunschweig; † 6. April 1906 auf Schloss Gebesee bei Erfurt) war ein deutscher Diplomat, der das Deutsche Kaiserreich in mehreren europäischen Staaten vertrat.

## Leben
1882 wurde von den Brincken Nachfolger von Joseph Maria von Radowitz als Außerordentlicher Gesandter und Bevollmächtigter Minister in Griechenland. Während dieser Zeit gehörte er mit dem Außenminister Alexander Contostavlos am 9. Juli 1884 zu den Unterzeichnern eines Handels- und Schiffahrtsvertrages zwischen dem Deutschen Reich und Griechenland. Diese Funktion bekleidete er, bis er 1887 Nachfolger von Ferdinand Eduard von Stumm als Außerordentlicher Gesandter und Bevollmächtigter Minister in Dänemark wurde.
Sein Nachfolger als Botschafter in Griechenland wurde Rudolf Friedrich Le Maistre. Als Gesandter in Dänemark wandte er sich insbesondere gegen Abtretungen von Teilen des Gebietes des ehemaligen Herzogtum Schleswig an Dänemark, da dieses nur weitere Begehrlichkeiten Dänemarks hervorrufen würde.
Nach Beendigung seiner achtjährigen Tätigkeit in Dänemark erhielt von den Brincken, der Ritter der I. Klasse des Roten Adlerordens sowie Wirklicher Geheimer Rat war, 1895 seine Akkreditierung als Außerordentlicher Gesandter und Bevollmächtigter Minister in den Niederlanden, wo er Nachfolger von Kuno von Rantzau wurde. Sein Nachfolger als Gesandter in Dänemark wurde daraufhin Alfred von Kiderlen-Waechter. Als Botschafter in den Niederlanden unterzeichnete er am 23. Februar 1898 mit dem niederländischen Außenminister Willem Hendrik de Beaufort eine Übereinkunft zwischen Deutschland und den Niederlanden zur Ausdehnung der unter dem 11. Dezember 1873 getroffenen Übereinkunft zu Tierärzten.
Das Amt des Botschafters in den Niederlanden bekleidete von den Brincken bis 1899 und wurde danach von Graf Friedrich Pourtalès abgelöst.
Baron Egon von den Brincken war bereits 1869 als Ehrenritter dem Johanniterorden beigetreten und war seit 1886 Rechtsritter der Kongregation, Mitglied der Sächsischen Provinzial-Genossenschaft.

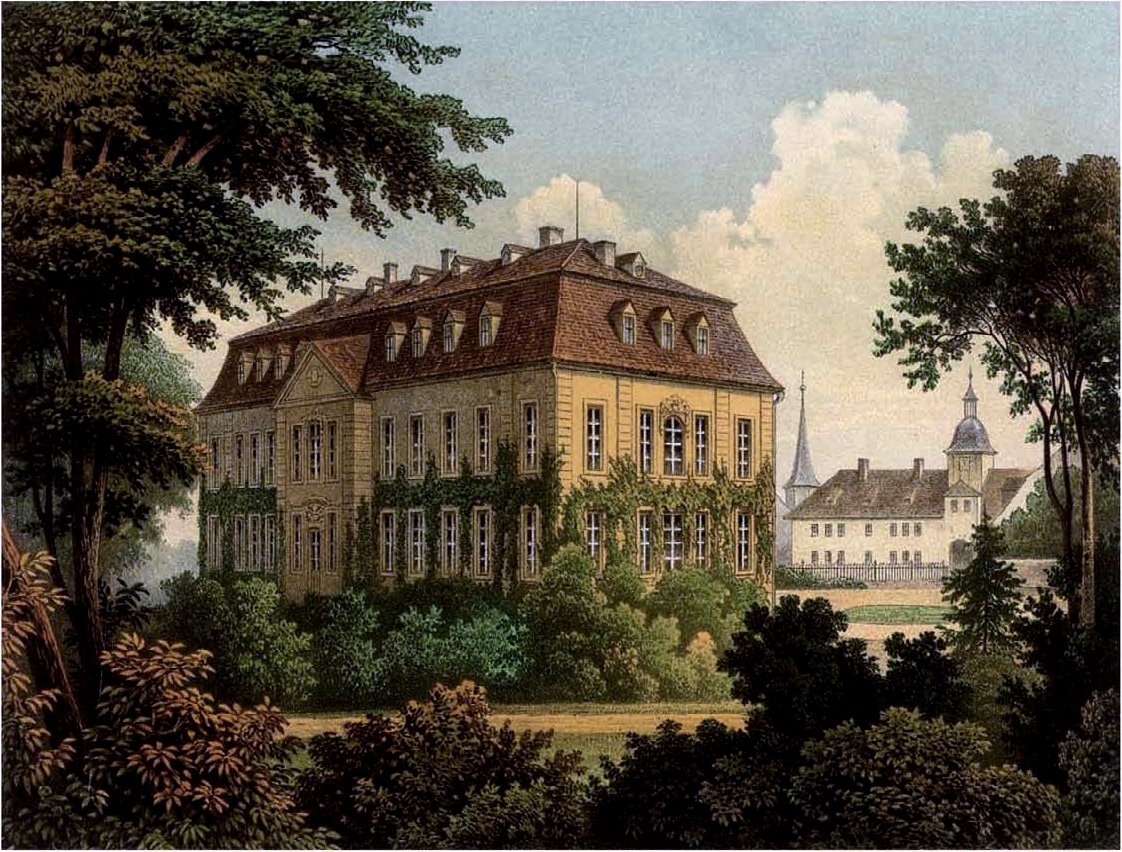
Schloss Gebesee (Thüringen) um 1864, Sammlung von Alexander Duncker

## Familie
Der Vater von Franz Egon von der Brincken war der herzoglich-braunschweigische Kammerrat Georg Ludwig Adolf Eduard von den Brincken (1791–1869) und seine Mutter Antoinette Wilhelmine, geborene Schmidt (1803–1847). Egon von den Brincken war verheiratet mit Clarissa Ann, geborene Matthews (1846–1932). Aus der Ehe gingen mindestens zwei Kinder hervor. Ihr ältester Sohn war Arthur von den Brincken (1865–1946). Dann folgte die Tochter Francess Ann von den Brincken (1879–1967). Die Begüterung Schloss Gebersee erbte gehörte seinem jüngeren Bruder Lothar von den Brincken (1836–1908). Dieser war Landrat, Geheimer Regierungs-Rat, sowie Rechtsritter des Johanniterordens. Beide übten aber gemeinsam das örtliche Kirchenpatronatsrecht aus.